# Arthur Mugnier

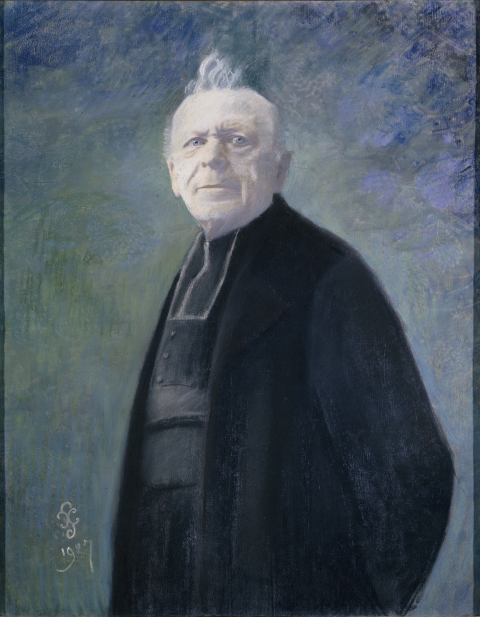
Élisabeth de Riquet de Caraman: Porträt von Arthur Mugnier (1927)

Arthur Mugnier (* 27. November 1853 in Lubersac; † 1. März 1944 in Paris), bekannt unter dem Namen Abbé Mugnier, war ein katholischer Geistlicher, Prediger und Tagebuchschreiber. Bekannt geworden ist er als Besucher und Chronist der Pariser Salons vom Fin de Siècle bis in die 1930er Jahre.
Abbé Mugnier führte ab 1878 bis zum Beginn des Kriegs 1939 Tagebuch, in dem er seine Begegnungen mit Schriftstellern, Künstlern, Musikern, Intellektuellen, Politikern und Aristokraten, die die Salons frequentierten, aufzeichnete.

## Leben
Mugnier wurde 1853 im Chateau de Luberzac im Département Corrèze geboren, wo sein Vater die Restaurierung des Schlosses leitete. Als er sieben Jahre alt war, starb der Vater, und er wurde in bescheidenen Verhältnissen von der Mutter aufgezogen. Er war Schüler des Seminars in Nogent-le-Rotrou und studierte Theologie am Seminar Saint Sulpice in Paris, wo er 1877 zum Priester geweiht wurde. 1896 wurde er Vikar an der Kirche Sainte Clotilde im vornehmen Pariser Stadtteil Faubourg Saint-Germain. Nach Differenzen mit seinem Bischof wegen eines verheirateten Priesters wurde er 1909 als Almosenpfleger (Aumônier) an eine Niederlassung der Kongregation der Schwestern von Saint Joseph de Cluny (Sœurs de Saint-Joseph de Cluny) strafversetzt, wo er bis zu seinem Tod lebte.
Der Abbé Mugier war ein häufiger und gerngesehener Tischgast in den Häusern des Adels im Faubourg und regelmäßiger, wegen seines Esprit geschätzter Besucher der vielen literarischen Salons im Paris seiner Zeit.
Über seine Besuche in den Salons führte er Tagebuch, wo er mit spitzer Feder Porträts der Protagonisten zeichnet. Es ist die gleiche Gesellschaft, das gleiche Personal wie in Prousts Roman Auf der Suche nach der verlorenen Zeit. Ein zweites Thema des Tagebuchs sind innerkirchliche Probleme.
Wie in vielen Zeugnissen von Zeitgenossen überliefert ist, war der bäuerlich aussehende kleine Mann mit großen Füßen in eine schäbige Soutane gekleidet und trug ein steil hochstehendes Haarbüschel über der Stirn. Er war belesen und liebte die Schöne Literatur. Wegen seiner Sanftmut, seiner Warmherzigkeit und seiner Aufrichtigkeit war er bei Künstlern, Literaten und der Aristokratie gleichermaßen beliebt, ebenso wie er es bei den Armen der Stadt war, die er nach Kräften unterstützte. Nicht nur Damen der Gesellschaft bevorzugten ihn als Beichtvater, sondern er nahm auch jedermann, der Bedarf hatte, die Beichte ab, „auf Eisenbahnstationen, auf Bänken, auf der Straße und in öffentlichen Parks“.
Mugnier begleitete die Konversion von Joris-Karl Huysmans und Marthe Bibesco zum Katholizismus. Mit der Prinzessin Bibesco blieb er freundschaftlich verbunden, der Briefwechsel zwischen beiden dauerte über 36 Jahre.
Arthur Mugnier starb fast vollständig erblindet im hohen Alter von 91 Jahren. In seinem Nachlass fand man unter seinen Tagebüchern Briefe von Maurice Barrès, Henri Bergson, Madame de Caivallet, Jean Cocteau, François Mauriac, Robert de Montesquiou, Montherlant und Marcel Proust.

## Nachlass
Der Nachlass von Arthur Mugnier befindet sich seit 1964 in den Archives nationales in Paris.

## Schriften (Auswahl)
- Journal. Texte établi par Marcel Billot, préface Ghislain de Diesbach. Le Mercure de France, Paris 1985, ISBN 978-2-7152-1352-4.